# پس رش
پس رش روستایی از توابع بخش چاروساکهگیلویه در استان کهگیلویه و بویراحمد ایران است. مردمین این روستا از اقوام لر و طایفه سادات میرسالاری هستند. 